# Конец света (Во все тяжкие)
«Конец света» (англ. End Times) — двенадцатый и предпоследний эпизод четвёртого сезона американского драматического сериала «Во все тяжкие», и 45-й во всём сериале. Премьера эпизода состоялась на канале AMC 2 октября 2011 года. «GQ» и «Salon.com» назвали «Конец света» одним из лучших эпизодов на всём телевидении в 2011 году.

## Содержание
Получив анонимное предупреждение от Сола о том, что Хэнк стал мишенью наркокартеля, УБН отправляет отряд агентов для охраны дома Хэнка и Мари. Семью Уайтов также отправляют в дом Шредеров для защиты, но Уолтер убеждает Скайлер позволить ему остаться в своем доме, готовым столкнуться с последствиями его действий. Уолт нервно сидит на заднем дворе, вращая револьвер на столе, который продолжает указывать на него, но задумывается, когда он указывает на горшечное растение. Хэнк делает вывод, что его расследование Гуса является причиной угрозы для его жизни, поэтому он просит Гомеса обыскать промышленную прачечную для него.
Гомес и офицер со служебной собакой, позже проверяют прачечную, но ничего не находят, в то время как Джесси и Тайрус были ниже них в скрытой лаборатории. Гус, в телефонном звонке Джесси, подразумевает, что внимание полиции — это вина Уолтера, и Уолтера нужно убрать, чтобы защитить себя, но Джесси снова отвечает, что откажется варить, если Уолтера убьют. Сол позже передает Джесси всю долю прибыли от мета, так как Сол планирует временно покинуть Альбукерке, пока вражда между Уолтером и Гусом не закончится. Вечером Джесси звонит Андреа и говорит что ее сын, Брок, серьезно заболел и находится в больнице. Джесси обнаруживает что сигарета с рицином, которую он держал отдельно от других, чтобы отравить Гуса, отсутствует и приходит к выводу, что Брок каким-то образом отравился рицином.
Джесси приходит к Уолтеру в его дом. Джесси хватает пистолет Уолтера и держит его на прицеле, обвиняя его в отравлении Брока. Уолтер утверждает, что Гус, должно быть, спланировал отравление Брока и подставил его, чтобы заставить Джесси убить его; камеры внутри лаборатории, вероятно, заметили сигарету, и Тайрус, должно быть, вытащил ее из шкафчика Джесси, выследил Брока и отравил его. Уолтер и Джесси знают, что Гус не брезгует убийством детей, после смерти младшего брата Андреа, Тома́са, и Джесси в конечном счете решает, что Уолтер невиновен. Вдвоём они объединяются, чтобы убить Гуса.
Джесси ежедневно посещает больницу, но Андреа не позволяет ему видеть Брока после того, как он разглашает информацию об отравлении рицином. Джесси отказывается покинуть больницу, в то время как последняя партия мета портится, и говорит, что уйдет, только если Гус прикажет ему лично. Когда Гус приезжает в больницу, Уолтер устанавливает самодельную бомбу под машиной Гуса и наблюдает с соседней крыши, ожидая момента, чтобы взорвать ее. Когда Гус и его телохранители возвращаются к машине, Гус чувствует, что что-то не так, и покидает парковку, оставив Уолтера расстроенным, что он упустил свой шанс.

## Реакция
Эпизод получил похвалу от критиков и его посчитали одним из лучших эпизодов 4-го сезона. Критики похвалили выступление Аарона Пола, напряжённую концовку с Уолтом и Гусом и известие о том, что Брока отравили. Сет Амитин из «IGN» оценил эпизод на 9 из 10.

## Награды
За свою игру в этом эпизоде, Аарон Пол получил премию «Эмми» за лучшую мужскую роль второго плана в драматическом сериале на 64-й церемонии премии.